# Carl Lentze
Carl Lentze (* 12. Juli 1801 in Soest; † 23. Juni 1883 in Berlin) war ein deutscher Baumeister und Ingenieur.

## Leben
Nach dem Feldmesserexamen trat Carl Lentze 1823 in den preußischen Staatsdienst ein. 1829 legte er die Baumeisterprüfung ab. Nach ersten Bauprojekten in der Provinz Pommern und im Regierungsbezirk Düsseldorf wurde er 1832 zum Königlichen Wasserbauinspektor in Münster ernannt und ein Jahr später in gleicher Funktion nach Düsseldorf versetzt. 1844 erhielt er den Auftrag zur Erstellung erster Entwürfe für die Weichselbrücke Dirschau. 1845 wurde er in die Königliche Kommission für den Bau der Weichsel- und Nogatbrücken berufen und zum Regierungs- und Baurat ernannt. Dort wirkte er auch zunächst beim Bau des Oberländischen Kanals (Schiffseisenbahn zwischen Deutsch Eylau und Elbing) mit. Als die Planungsarbeiten für die Brücken aus politischen Gründen zunächst eingestellt wurden, wurde Lentze 1847 kommissarisches und 1848 als Oberbaurat ordentliches Mitglied der Königlichen Oberbaudeputation.
1849 entwickelte er den Entwurf einer Eisenbahn-Hängebrücke über den Rhein bei Köln und beteiligte sich 1850 ebenfalls mit einem Hängebrückenprojekt am Wettbewerb für die Kölner Eisenbahnbrücke.
Mit der Wiederaufnahme der Bauprojekte für die Ostbahnbrücken wurde er 1850 zum Vorsitzenden der Königlichen Kommission für die Brückenbau- sowie die damit verbundenen Strom- und Deichregulierungen an Weichsel und Nogat mit Sitz in Dirschau berufen. Zu Studienzwecken besuchte er Großbritannien und besichtigte die kurz vor der Vollendung stehende Britanniabrücke, eine vollwandige Eisenträgerbrücke. Daraufhin ließ er seine ursprüngliche Absicht, die Ostbahn über Hängebrücken zu führen, fallen. Als verantwortlicher Planer entwickelte er vielmehr für die Brücken über die Weichsel bei Dirschau und die Nogat bei Marienburg engmaschige Gitterträger, deren Bau – auch angesichts ihrer Spannweite – eine Pionierleistung für den Brückenbau und das Eisenbahnwesen in Deutschland bedeutete, wenn auch nach wenigen Jahrzehnten die angewendeten bautechnischen Prinzipien und Methoden überholt waren. Auf dem am Westportal der Dirschauer Eisenbahnbrücke angebrachten Relief mit der idealisierten Darstellung der Brückeneröffnung durch König Wilhelm IV. und die Prinzen findet sich auch die Darstellung Lentzes mit Plan.
Nach Abschluss des Ostbahnbrückenprojekts wurde Lentze 1858 als Vortragender Rat in das Ministerium für Handel, Gewerbe und öffentliche Arbeiten versetzt. In dieser Funktion gehörte er dem Direktorium der Berliner Bauakademie an. 1859 wurde er zum Geheimen Oberbaurat ernannt. Zuletzt leitete er die Vorarbeiten für den Bau des Nord-Ostsee-Kanals. 1866 wurde er pensioniert. Lentze war als Bevollmächtigter Preußens und des Norddeutschen Bundes Mitglied der Internationalen Kommission über die Durchstechung der Landenge von Suez.